# 犬冠狀病毒HuPn-2018
犬冠狀病毒HuPn-2018（Canine coronavirus HuPn-2018，簡稱CCoV-HuPn-2018）是甲型冠狀病毒1型的一個病毒株，由犬冠狀病毒（CCoV）與貓冠狀病毒（FCoV）經基因重組產生，為動物病毒發生病原溢出而感染人類的案例。

## 發現
犬冠狀病毒HuPn-2018為自2017年－2018年馬來西亞沙勞越詩巫醫院8名住院的肺炎病患鼻腔檢體中發現，於2021年發表。8名病患中有7名為偏鄉地區的5歲以下幼童（其中4人為1歲以下），可能是從家養或野生動物感染此病毒，其中7人同時還有感染其他病毒，經治療後均在一週內康復。

## 病毒學
犬冠狀病毒HuPn-2018的基因組長29,083或29,351nt（因其中ORF7b基因序列有長短兩種型式而異），基因組結構與其他甲型冠狀病毒1型相同。基因定序結果顯示此病毒株為犬冠狀病毒（CCoV） 與貓冠狀病毒（FCoV）融合而成，其基因組大部分與犬冠狀病毒TN-449毒株接近（相似度93.3%），與豬傳染性胃腸炎病毒（TGEV）Purdue毒株相似度91.5%，與貓冠狀病毒WSU 79-1683毒株相似度84.6%。但編碼刺突蛋白的S基因中，S1序列與犬冠狀病毒的另一毒株（UCD-1）較接近（相似度99.2%），S2序列則與貓冠狀病毒WSU 79-1683毒株接近（相似度97.1%）。此外此病毒株編碼N蛋白的序列有長36nt（12個氨基酸）的刪除，不見於其他甲型冠狀病毒1型毒株，SARS-CoV的N蛋白也曾發生類似的刪除，可能與其傳播有關。
後續研究顯示此病毒的刺突蛋白可與貓、狗與豬細胞表面的丙氨酸氨肽酶（AP-N）結合，以其為受體感染細胞，雖正常情況下不能與人的AP-N結合，但有些人的AP-N可能因一個位點的SNP變異而可被此病毒結合，進而遭到感染。此病毒S蛋白不具S1/S2位的弗林蛋白酶切割位點，因此屬於第二型的犬冠狀病毒（CCoV genotype II），但S2'中與其他二型犬冠狀病毒、貓冠狀病毒及豬傳染性胃腸炎病毒一樣具有弗林切割位點，可能也與其感染機制有關。

## 相關病毒
犬冠狀病毒HuPn-2018可能為第8種已知可感染人類的冠狀病毒（其餘7種為造成普通感冒的人類冠狀病毒229E、人類冠狀病毒NL63、人類冠狀病毒OC43與人類冠狀病毒HKU1以及造成嚴重疾病的SARS-CoV、MERS-CoV與SARS-CoV-2）。
除此病毒株外，還有數則研究報導過甲型冠狀病毒1型的病毒株從自然宿主（貓、狗與豬）發生病原溢出感染人類的情形。2007年即有研究在2002年－2003年泰國曼谷醫院8名呼吸道感染的病人樣本中發現犬冠狀病毒（但當時被誤鑑定為人類冠狀病毒229E）；2014年有研究自2010年美國阿肯色州呼吸道感染的3名病人樣本中發現與貓冠狀病毒近似的病毒株；2021年犬冠狀病毒HuPn-2018發表後不久，又有一與此病毒關係接近（刺突蛋白序列僅有2個氨基酸不同，全基因組序列相似度99.4%）的病毒株HuCCoV_Z19Haiti被發表，為自美國佛羅里達州一位甫自海地返國發病的病人中發現。這些案例均顯示感染動物的甲型冠狀病毒可經快速演化與基因重組而發生病原溢出，導致偶發的人類感染，且造成症狀大多較為輕微。

## 註腳
1. ↑  犬冠狀病毒-人肺炎-2018（Canine coronavirus–human pneumonia–2018）的簡稱[1]。
2. ↑  以上病毒皆屬甲型冠狀病毒1型。
3. ↑  犬冠狀病毒與人類冠狀病毒229E皆是以此蛋白為受體感染細胞[5]。